# Amami
Amami (jap. 奄美市 Amami-shi) – miasto w Japonii, w prefekturze Kagoshima, na wyspie Amami Ōshima na południe od wyspy Kiusiu.

## Historia
Miasto Amami powstało 20 marca 2006 roku w wyniku połączenia miasta Naze, miejscowości Kasari oraz wsi Sumiyō (obu z powiatu Ōshima).

## Transport
- Port lotniczy Amami
- Port Naze
- Droga krajowa nr 58

## Populacja
Zmiany w populacji Amami w latach 1950–2015: